# Thurnen (Berne)
Pour les articles homonymes, voir Thurnen.
Thurnen est une commune suisse du canton de Berne, située dans l'arrondissement administratif de Berne-Mittelland.
Elle est créée le 1er janvier 2020 par fusion de Kirchenthurnen, Lohnstorf et Mühlethurnen.
« Thurnen » fut aussi le nom officiel de ladite commune de Kirchenthurnen jusqu'en 1860.